# Station Bukovec
Station Bukovec is een voormalig spoorwegstation in de Tsjechische plaats Mikulovice.